# Arenarba
Arenarba é um gênero de traça pertencente à família Arctiidae.